# Rabiea
Rabiea (лат.) — род суккулентных растений семейства Аизовые (Aizoaceae), подсемейства Ruschioideae, произрастающий на территории Южно-Африканской Республики (Капская провинция и Фри-Стейт).

## Название
Родовое латинское (научное) название Rabiea дано в честь У. А. Раби (William Abbot Rabie, 1869–1936) – священника и коллекционера растений, действовавшего в Оранжевом Свободном Государстве (ныне ЮАР).
Из-за отсутствия официального русскоязычного названия рода в авторитетных источниках, вероятное произношение на русском языке может быть сформировано как «Рабиея».

## Ботаническое описание
Представители рода — компактные, хохлатые, карликовые многолетние растения с мясистыми или клубневыми корнями. На каждой ветке располагается 4-6 листьев, образующих 2 +/- разнородные пары. Листья плоские на верхней поверхности, с отчетливо или неясно выраженной килевидной структурой на нижней стороне. Форма листьев может варьировать от заостренной относительно широкой базы до редко встречающейся цилиндрической формы, от треугольных до трехгранных. Поверхность листьев шероховатая, с белыми или черновато-зелеными пятнами.
Цветки одиночные, двустворчатые, почти без стебля или на короткой цветоножке. Они раскрываются в полдень и закрываются к вечеру. Чашелистиков 5 (6 или 7) +/- равных, сросшихся у основания и формирующих короткий гипантий. Лепестки расположены в 3 или 4 рядах, их форма может быть тупой или выемчатой, окраска — от ярко-желтой до желтовато-оранжевой. Тычинки прикреплены к нижней части цветка; на верхушке расположены 7-10 тонких сосочковидных рылец. Верхний край гипантия содержит нектарник. Завязь расположена в верхней части цветка, а плаценты находятся в теменной части; рыльца также находятся в числе 7-10 и имеют линейную форму. Плод представляет собой 7-10-гнездную коробочку, которая напоминает плоды рода Titanopsis, но отличается более округлой верхушкой и основанием. Семена грушевидные с мелкими бугорками и имеют темно-коричневую окраску.

## Таксономия
Rabiea N.E.Br., первое упоминание в Gard. Chron., ser. 3, 88: 279. (1930).

### Виды
Согласно данным сайта WFO Plantlist на июнь 2023 года, род состоит из 6 видов:
- Rabiea albinota (Haw.) N.E.Br. typus
- Rabiea albipuncta (Haw.) N.E.Br.
- Rabiea comptonii (L.Bolus) L.Bolus
- Rabiea difformis (L.Bolus) L.Bolus
- Rabiea jamesii (L.Bolus) L.Bolus
- Rabiea lesliei N.E.Br.